# 충청남도의 민속문화재
충청남도 민속문화재는 지방민속문화재 중에서 충청남도 내에 있는 문화재를 의미한다.

## 지정목록
| 번호 | 사진 | 명칭                                                                  | 소재지                                       | 관리자 (단체)     | 지정일                                                                        | 참조 |
| 1호  |      | 개태사철확 (開泰寺鐵鑊)                                               | 충남 논산시 연산면 천호리 179-5              | 개태사            | 1973년 12월 24일 지정                                                         |      |
| 2호  |      | (미상)                                                                |                                              |                   |                                                                               |      |
| 3호  |      | (미상)                                                                |                                              |                   |                                                                               |      |
| 4호  |      | 용대기 (龍大旗)                                                       | 충남 홍성군 결성면 형산리                    | 부락민            | 1982년 8월 3일 지정                                                           |      |
| 5호  |      | 초려이유태의유물 (草廬李惟泰의遺物)                                   | 충남 공주시 상왕동 302                       | 공주대학교박물관  | 1984년 1월 11일 지정                                                          |      |
| 6호  |      | (미상)                                                                |                                              |                   |                                                                               |      |
| 7호  |      | 이삼장군고택 (李森將軍故宅)                                           | 충남 논산시 상월면 주곡리 51                 | 이재명            | 1985년 12월 31일 지정, 2012년 12월 26일 해제, 중요민속문화재 제273호로 승격   |      |
| 8호  |      | 윤황선생고택 (尹煌先生古宅)                                           | 충남 논산시 노성면 장구리 52                 | 윤여복            | 1985년 12월 31일 지정                                                         |      |
| 9호  |      | 이정우가옥 (李正雨家屋)                                               | 충남 부여군 홍산면 북촌리 183-1              | 부여군            | 1985년 12월 31일 지정, 2004년 7월 21일 해제, 충남 유형문화재 제174호로 재지정 |      |
| 10호 |      | 김우열가옥 (金宇烈家屋)                                               | 충남 홍성군                                  | 김우열            | 1985년 12월 31일 지정                                                         |      |
| 11호 |      | 전용일가옥 (田溶一家屋)                                               | 충남 홍성군                                  | 전용일            | 1985년 12월 31일 지정                                                         |      |
| 12호 |      | 윤일선가옥 (尹日善家屋)                                               | 충남 아산시 둔포면 신항리 142                | 윤탁구            | 1986년 11월 19일 지정                                                         |      |
| 13호 |      | 윤제형가옥 (尹堤亨家屋)                                               | 충남 아산시 둔포면 신항리 121                | 심경화 외 4인     | 1986년 11월 19일 지정                                                         |      |
| 14호 |      | 세조대왕연 (世祖大王輦)                                               | 충남 공주시 사곡면 운암리567                 | 마곡사            | 1986년 11월 19일 지정                                                         |      |
| 15호 |      | 아산윤승구가옥 (牙山尹勝求家屋)                                       | 충남 아산시 둔포면 신항리 123-1              | 윤승구            | 1990년 12월 31일 지정                                                         |      |
| 16호 |      | 보령독산리독살 (保寧獨山里독살)                                       | 충남 보령시 웅천면 독산리 758-1공유수면      | 보령시            | 2000년 9월 20일 지정                                                          |      |
| 17호 |      | 태안상옥리가영현가옥 (泰安上玉里가영현家屋)                           | 충남 태안군 태안읍 상옥리 791                | 가영현            | 2001년 6월 30일 지정                                                          |      |
| 18호 |      | 청양 윤남석 가옥 (靑陽 尹男石 家屋)                                   | 충남 청양군 장평면 장수길 13-8(미당리 86-1)  | 청양군,윤남석     | 2002년 8월 10일 지정                                                          |      |
| 19호 |      | 계룡산 삼신당 (鷄龍山 三神堂)                                         | 충남 계룡시 두마면 용동리 565                | 계룡대근무지원단  | 2003년 10월 30일 지정                                                         |      |
| 20호 |      | 무안박씨 요여 (무안박씨 요여)                                         | 충남 논산시 상월면 대명리 386                | 박종욱            | 2004년 10월 30일 지정                                                         |      |
| 21호 |      | 서산김동진가옥 (瑞山김동진가옥)                                       | 충남 서산시 고북면 가구전길 49               | 김종호            | 2005년 10월 31일 지정                                                         |      |
| 22호 |      | 서산유상묵가옥 (瑞山유상묵가옥)                                       | 충남 서산시 운산면 이문안길 32-12, 32-9      | 유정로            | 2005년 10월 31일 지정                                                         |      |
| 23호 |      | 서산유기방가옥 (瑞山유기방家屋)                                       | 충남 서산시 운산면 이문안길 72-10            | 유기방            | 2005년 10월 31일 지정                                                         |      |
| 24호 |      | 청양임찬주가옥 (靑陽林纘周家屋)                                       | 충남 청양군 화성면 덕평길 27-7(기덕리 322)   | 임영기            | 2009년 10월 20일 지정                                                         |      |
| 25호 |      | 청양임석주가옥 (靑陽 林錫周家屋)                                      | 충남 청양군 화성면 덕평길 27-11(기덕리 323)  | 임승팔            | 2009년 10월 20일 지정                                                         |      |
| 26호 |      | 아산 김효직가옥                                                       | 충남 아산시 도고면 도산리 407-1              | 김효직            | 2009년 10월 20일 지정                                                         |      |
| 27호 |      | 당진송규섭가옥 (唐津宋圭燮家屋)                                       | 충남 당진시 오곡리                           | 송규섭            | 2010년 1월 11일 지정                                                          |      |
| 28호 |      | 온양민속박물관 소장 갑주와 갑주함 (溫陽民俗博物館 所藏 甲冑와 甲冑函) | 충남 아산시                                  | (재)구정문화재단  | 2010년 7월 30일 지정                                                          |      |
| 29호 |      | 온양민속박물관 소장 사당형감실 (溫陽民俗博物館 所藏 祠堂形龕室)       | 충남 아산시                                  | (재)구정문화재단  | 2010년 7월 30일 지정                                                          |      |
| 30호 |      | 온양민속박물관 소장 거북흉배 (溫陽民俗博物館 所藏 龜文胸背)           | 충남 아산시                                  | (재)구정문화재단  | 2010년 7월 30일 지정                                                          |      |
| 31호 |      | 청양 임동일가옥 (靑陽 林東一家屋)                                     | 충남 청양군 화성면 산당로 393-42(화암리 222) | 임동일            | 2010년 12월 29일 지정                                                         |      |
| 32호 |      | 호서 옥마산 김부대왕지기 (湖西 玉馬山金傅大王之旗)                    | 충남 보령시 남포면 제석리                    | 제석리 지석굴마을 | 2012년 2월 10일 지정                                                          |      |
| 33호 |      | 홍성 전세진유품 (洪城 田世鎭遺品)                                     | 충남 홍성군 홍성읍 아문길 20, 홍주성 역사관  | 전상배            | 2015년 12월 21일 지정                                                         |      |